# Cylindrosporium pseudoplatani
Cylindrosporium pseudoplatani är en svampart som först beskrevs av Roberge ex Desm., och fick sitt nu gällande namn av Died. 1915. Cylindrosporium pseudoplatani ingår i släktet Cylindrosporium, ordningen disksvampar, klassen Leotiomycetes, divisionen sporsäcksvampar och riket svampar.   Inga underarter finns listade i Catalogue of Life.